# Ermita de Sant Honorat

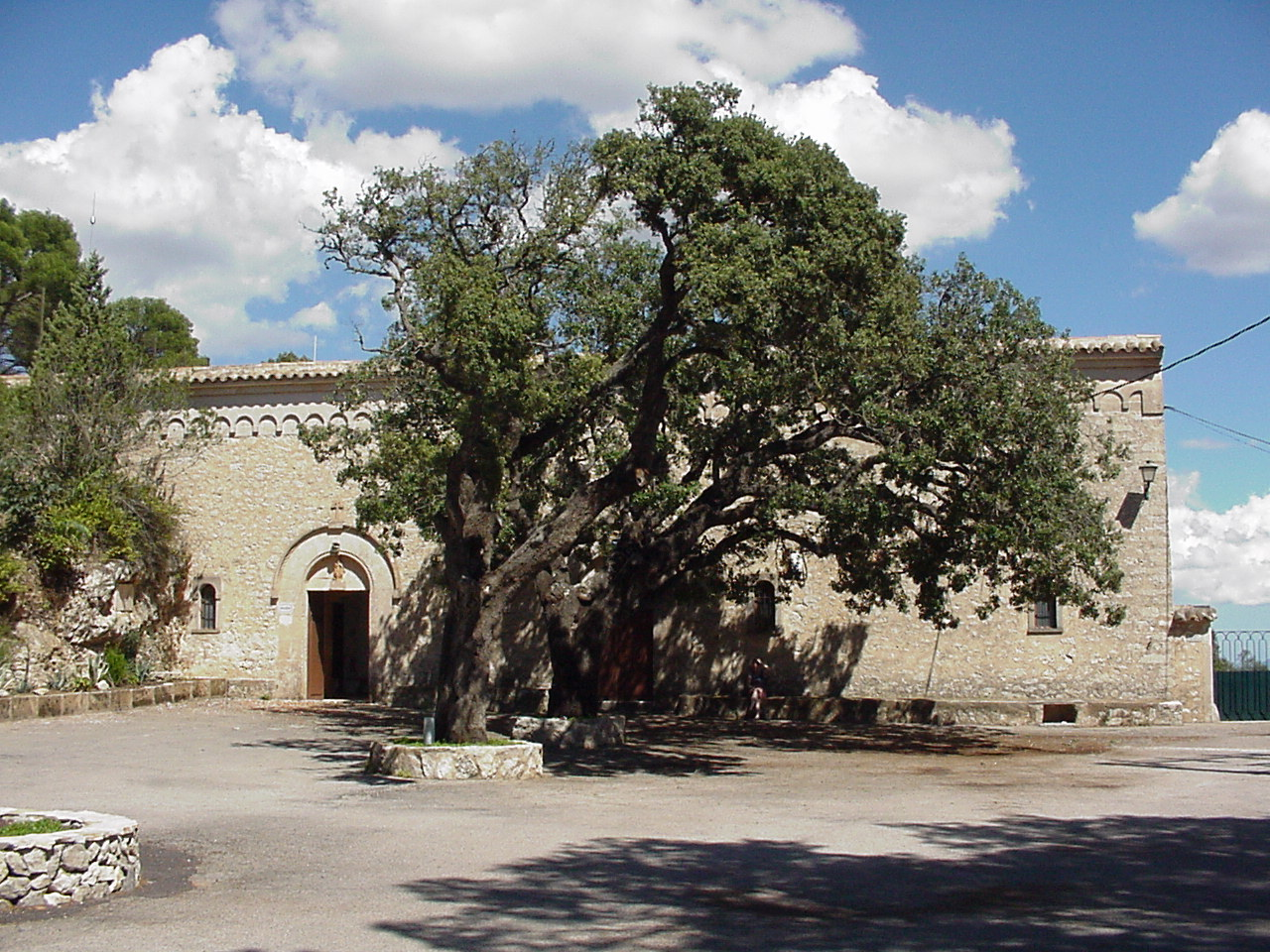
Die Eingangsseite

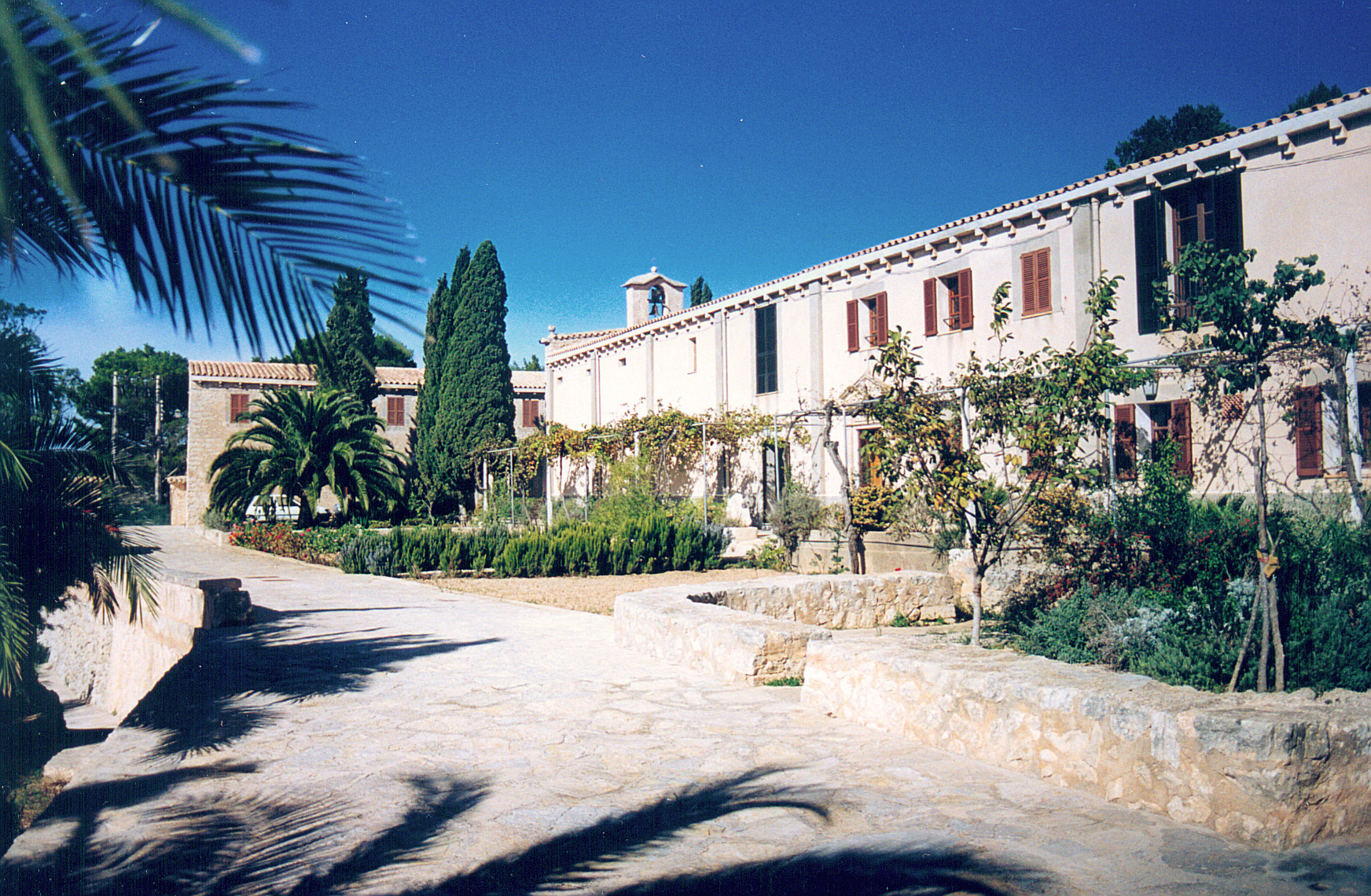
Der Klosterhof

Die Ermita de Sant Honorat ist eines von drei Klöstern auf dem Puig de Randa auf der Baleareninsel Mallorca. Verlässt man das zu Algaida gehörige Dorf Randa auf der Straße, die auf den Berg führt (Calle de Cura, MA-5018), so kommt man nach etwa 2,3 km an einen Weg, der im spitzen Winkel auf der rechten Seite abzweigt. Ihm folgend steht man nach wenigen Metern vor dem Kloster.
Ritter Arnau Desbrull bat im Jahre 1394, nachdem er 30 Jahre als Einsiedler auf dem Berge Randa gelebt hatte, den Bischof von Mallorca um Erlaubnis, an dieser Stelle eine Kapelle zu Ehren Sant Honorats zu errichten. Aufgrund ihres schlechten Zustandes wurde die alte Kirche im Jahre 1670 durch die neue, bis heute bestehende ersetzt. Von dem ursprünglichen Gotteshaus ist nur noch eine Steintafel innen oberhalb des Eingangsportals geblieben. Das dahinter befindliche Kloster wurde 1890 von einigen Brüdern der "Missioneros de los Sagrados Coracones" gegründet.
Außer der Kirche ist das Gelände für unangemeldete Besucher nicht geöffnet. Das nur noch von einigen pensionierten Ordensbrüdern bewohnte Sant Honorat bietet heute Platz und Übernachtungsmöglichkeiten, vor allem für Seminargruppen. Es gibt zwei Seminarräume und Zimmer für rund 22 Teilnehmer.
Koordinaten: 39° 31′ 10″ N, 2° 55′ 42″ O